# Gedeão Chetvertinski
Gedeão (em russo: Гедеон, em ucraniano: Гедеон; nascido: Grigori Zakharoviche Sviatopolk-Chetvertinski, em russo: Григорий Захарович Святополк-Четвертинский, em ucraniano: Григорій Святопо́лк-Четверти́нський; c. 1634, Chetvertnia, Volínia, Comunidade Polaco-Lituana - 6 de abril de 1690, Kiev, Hetmanato, Czarado da Rússia) foi Metropolita de Kiev, Galícia e Pequena Rússia (1688-1690). Era da família principesca de Sviatopolk-Chetvertinski, a linhagem Turov-Pinsk dos Rurikoviches.

## Galeria

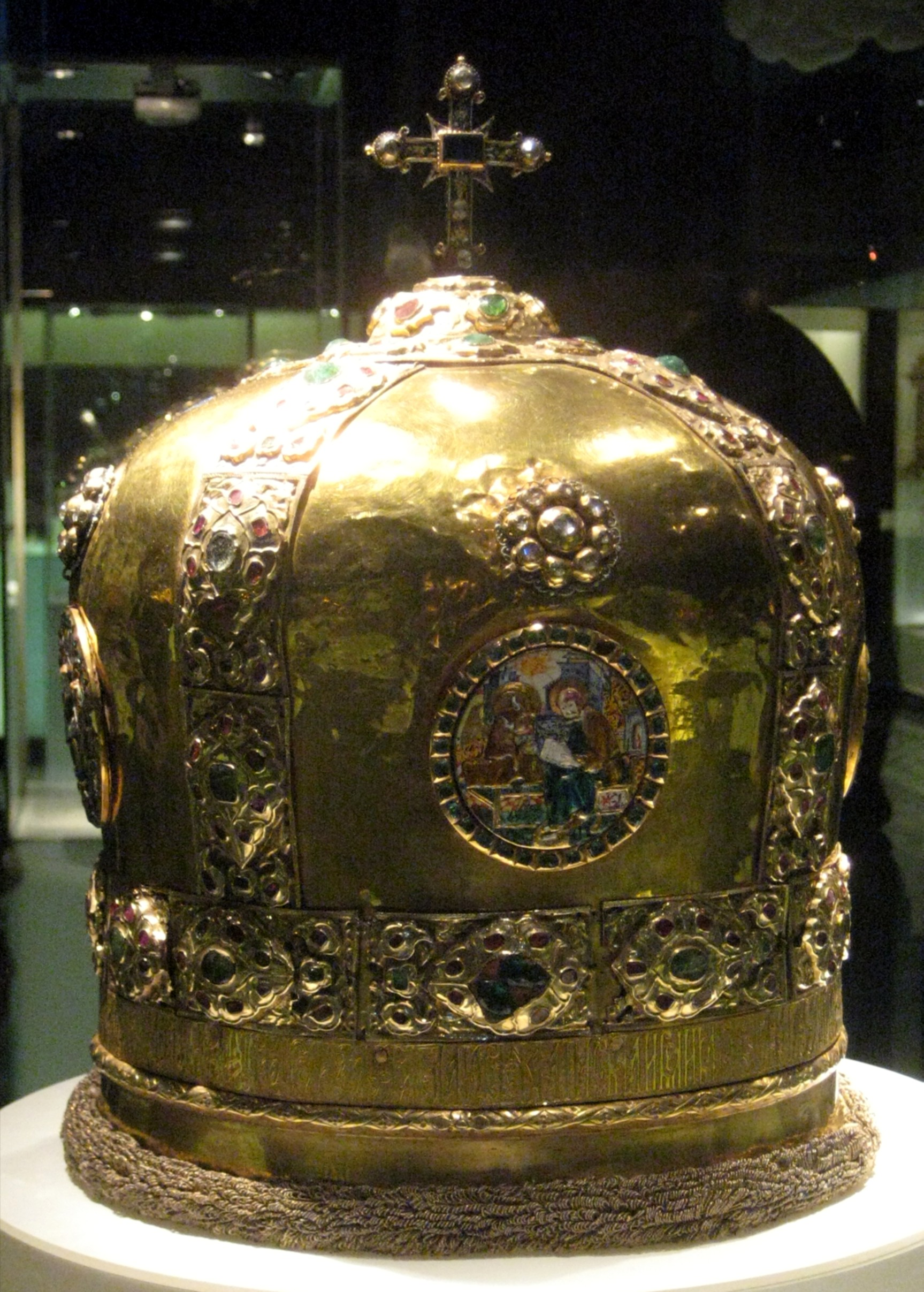
Mitra de Gedeão no Museu Histórico de Moscou (1685).